# Anytime You Need a Friend
«Anytime You Need a Friend» —en español, «Cada vez que necesites un amigo»— es una canción escrita y producida por la cantante estadounidense Mariah Carey y Walter Afanasieff del álbum Music Box (1993). Se trata de una balada con matices gospel cuya protagonista le dice a su amigo que, siempre que necesite a una amiga, ella estará allí. Fue el cuarto y último sencillo del álbum, publicado en 1994.

## Recepción
"Anytime You Need a Friend" debutó en el número 45, alcanzando el número 12, convirtiéndose en el primer sencillo de Carey que no logra entrar al top 10 del Billboard Hot 100. Permaneció en el top 40 durante 18 semanas y en la lista durante 21. A pesar de ello, fue muy popular en la radio. En la lista Hot R&B/Hip-Hop Singles & Tracks no llegó a entrar entre las veinte mejores posiciones, aunque alcanzó el top 5 en la Adult Contemporary. Un remix de la canción se convirtió en el cuarto sencillo número uno en la lista Hot Dance Music/Club Play.
El sencillo tuvo una recepción moderada en el resto del mundo tras el éxito masivo de "Without You", llegando al top 20 en la mayoría de los países. El sencillo entró al top 10 de Reino Unido, convirtiéndose en el segundo sencillo consecutivo de Carey en tener más éxito en Reino Unido que en Estados Unidos. La mejor acogida fue en Finlandia, en donde se convirtió en su primer sencillo número 1 en ese país al llegar al primer lugar de la lista por una semana.

## Vídeos y remixes
El vídeo fue dirigido por Danielle Federici y en él aparece Mariah Carey caminando por la calle y entre un coro. Grabado en blanco y negro, se intercalan escenas de Carey entablando amistad con gente que sufre depresión.
"Anytime You Need a Friend" fue mezclada por David Cole y Robert Clivillés, de C+C Music Factory. Aunque se crearon alrededor de quince ediciones y remixes, la mayoría de ellos se basan en el mix "C+C Club". Otras variaciones, remixes y ediciones incluyen las mezclas "All That and More", "Dave's Empty Pass" y "Boriqua Tribe", aunque sin limitarse a ellos. Cory Rooney y Mark Morales crearon una versión Soul Convention y otra "stringapella" (con mayor presencia de voces e instrumentos de cuerda) de la canción. Debido al gran número de remixes, se publicaron dos maxi singles en Estados Unidos. Carey apareció en los créditos como coproductora de las mezclas C&C y Soul Convention/Stringapella, siendo la primera vez que aparecía en los créditos por haber producido remixes de sus canciones.
Se creó un vídeo para la mezcla C+C Club de la canción. Conocido como "C+C Video Edit", fue también dirigido por Danielle Federici y sirve de vídeo complementario del primer vídeo de la canción. Está también grabado en blanco y negro, y cuenta con imágenes de Carey y sus amigos divirtiéndose.

## Presentaciones en vivo
La primera presentación de "Anytime You Need A Friend" fue durante la filmación del especial Here is Mariah Carey en julio de 1993 en Proctor's Theatre y lanzado en diciembre de ese año. Fue interpretado en diversos programas de televisión en Estados Unidos como Late Show with David Letterman; en Europa como Top of the Pops (Reino Unido), Wetten... dass? (Alemania); y en Oceanía como Hey Hey It's Saturday (Australia). 
"Anytime You Need a Friend" fue incluido en sus giras: Music Box Tour (1993), Daydream World Tour (1996) y Caution World Tour (2019).

## Lista de pistas
| - Austria CD Maxi-Sencillo 1. "Anytime You Need a Friend" (Album Version) 2. "Anytime You Need a Friend" (Soul Convention Remix) - Europa Vinilo 7" 1. "Dreamlover" – 3:53 2. "Do You Think of Me" – 4:46 3. "Anytime You Need a Friend" (Album Version) 4. "Music Box" - Europa CD maxi-sencillo. 1. "Anytime You Need a Friend" (Album Version) 2. "Anytime You Need a Friend" (C+C Radio Mix) 3. "Anytime You Need a Friend" (Soul Convention Remix) 4. "Anytime You Need a Friend" (C+C Club Version) 5. "Anytime You Need a Friend" (Dave's Empty Pass) | - Estados Unidos CD maxi-sencillo 1. 1. "Anytime You Need a Friend" (C+C Club Version) 2. "Anytime You Need a Friend" (Ministry Of Sound Mix) 3. "Anytime You Need a Friend" (Dave's Empty Pass) 4. "Anytime You Need a Friend" (7" mix) - Estados Unidos CD maxi-sencillo 2 1. "Anytime You Need a Friend" (Soul Convention Remix) 2. "Anytime You Need a Friend" (Stringapella) 3. "Anytime You Need a Friend" (Album Version) 4. "Music Box" |

## Listas
| Lista (1994)                           | Mejor posición |
| -------------------------------------- | -------------- |
| Alemania (Offizielle Deutsche Charts)  | 41             |
| Australia (ARIA)                       | 12             |
| Austria (Ö3 Austria Top 40)            | 25             |
| Canadá                                 | 5              |
| Estados Unidos (Billboard Hot 100)     | 12             |
| Estados Unidos (Adult Contemporary)    | 5              |
| Estados Unidos (Hot Dance Club Songs)  | 1              |
| Estados Unidos (Hot R&B/Hip-Hop Songs) | 22             |
| Estados Unidos (Mainstream Top 40)     | 5              |
| Finlandia (OFC)                        | 1              |
| Francia (SNEP)                         | 12             |
| Países Bajos                           | 51             |
| Irlanda (IRMA)                         | 16             |
| Japón                                  | 241            |
| Nueva Zelanda (Recorded Music NZ)      | 5              |
| Reino Unido (UK Singles Chart)         | 8              |
| Suiza (Schweizer Hitparade)            | 15             |

| Lista (1994)                                              | Posición |
| --------------------------------------------------------- | -------- |
| Canadá (RPM Singles Chart)                                | 39       |
| Países Bajos (inglés Chart)                               | 121      |
| Estados Unidos (Billboard Hot 100)                        | 47       |
| Estados Unidos (Billboard Hot 100 Airplay)                | 37       |
| Estados Unidos (Billboard Hot Adult Contemporary Singles) | 21       |
| Estados Unidos (Billboard Hot Dance Club Play Singles)    | 39       |

| País (Proveedor)      | Certificación |
| --------------------- | ------------- |
| Australia (ARIA)      | Oro           |
| Nueva Zelanda (RIANZ) | Oro           |

## Créditos
Estos créditos han sido adaptados de las notas de Musix box.
"Anytime You Need a Friend" fue grabado en Right Track Studios, Nueva York, y mezclado en Sony Music Studios, Nueva York.
| - Mariah Carey - coproducción, composición de canciones, voces - Walter Afanasieff - coproducción, composición, teclados, sintetizador, órgano - Michael Landau - guitarra - Cindy Mizelle - coros - Kelly Price - coros - Mark C. Rooney - coros | - Melonie Daniels - coros - Shanrae Precio - coros - Ren Klyce - programación - Dana Jon Chappelle - ingeniería - Bob Ludwig - mastering - Mick Guzauski - mezcla |